# Nadie sabe lo que quiere
Nadie sabe lo que quiere, o el bailarín y el trabajador es una comedia ("humorada" la llama el autor) en tres actos escrita por Jacinto Benavente, estrenada en el Teatro Cómico de Madrid el 14 de marzo de 1925 y publicada el mismo año en esa ciudad por la Librería y Casa Editorial Hernando S.A., tras la vuelta de su viaje a los Estados Unidos. Con 70 páginas, es una de las obras menos conocidas del Premio Nobel español.

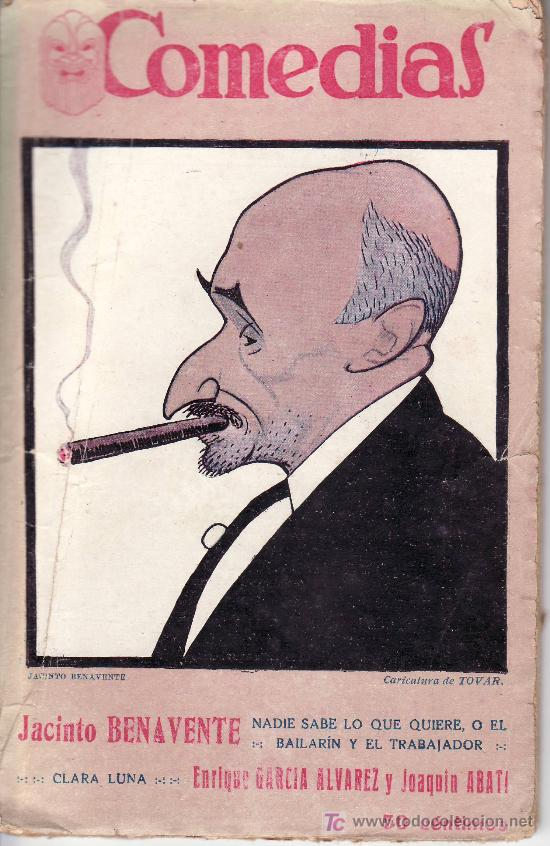
Portada de Nadie sabe lo que quiere o el bailarín y el trabajador

## Argumento
La historia nos sitúa en un baile en el que un galán (Carlos) está danzando con una joven (Luisa). Carlos encandila fácilmente a todo el mundo, haciendo gala de un gran elenco de encantos con los que llama la atención de los asistentes. En su relación con Luisa, los padres de ésta no se fían de él (es un bailarín sin oficio ni beneficio y no tiene cómo buscarse la vida), de modo que para poder seguir con ella, accede a trabajar en la fábrica de su familia. Tras esto, se le descubre como un trabajador eficiente y ejemplar, pero Luisa comienza a dudar y la obra termina con Carlos recriminándole que ha trabajado por ella y no ha servido de nada.

## Adaptación al cine
En 1936 se estrenó la película El bailarín y el trabajador, con guion y dirección de Lluís Marquina i Pichot, música de Francisco Alonso y la interpretación de Roberto Rey, Ana María Custodio, Antoñita Colomé, José Isbert, Irene Caba Alba, Antonio Riquelme, Enrique Guitart y otros actores.